# Sociologie des médias
La sociologie des médias est la branche de la sociologie consacrée à l'étude des médias, leur histoire, leur influence (notamment dans le champ de la politique et celui de l'économie), tant par ce qu'ils véhiculent (contenus) que via le moyen (médium) utilisé.

## Histoire
La sociologie des médias est une branche de la sociologie, qui est elle-même une « science humaine », c'est-à-dire une manière de voir le monde issue de la philosophie mais s'assignant la mission d'analyser les liens d'interrelation entre les individus et les groupes.
Comme la plupart des sciences humaines, la sociologie est née en Europe à la charnière du XIXe siècle et du XXe siècle, lorsque celle-ci sous l'effet de la révolution industrielle, s'est fortement urbanisée et que l'on a commencé à qualifier les « groupes » de grande taille de « masses » et que la presse (à l'époque exclusivement écrite) est apparue comme un moyen utilisé par la classe dominante (la bourgeoisie) pour imposer ses vues à l'ensemble du corps social.
Principal vecteur de la sociologie des médias, la critique des médias (avec laquelle elle est souvent confondue) est apparue au lendemain de la Seconde Guerre mondiale, lorsque les médias ont diversifié leurs supports et que la radio puis la télévision se sont implantées dans les foyers puis ont été considérées comme des mass média.
Au début du XXIe siècle, la sociologie (et la critique) des médias intègrent l'étude des médias apparus avec internet, notamment les blogs et les  réseaux sociaux, lesquels sont désormais davantage consultés que la presse traditionnelle (mainstream) et qui se caractérise essentiellement par le fait que la frontière entre émetteurs de médias et récepteurs tend à devenir plus poreuse, ce qui oblige par conséquent à repenser la question de la propagande autrement qu'en termes bipolaires (dominants/dominés). En réponse à la surcharge informationnelle, la sociologie étudie aussi un nouveau mouvement journalistique au début des années 2000, le slow media.

## Approche théorique
Initialement définie comme un ensemble homogène, la notion de média est de fait plurielle. En effet, il exige différents types de médias, comme l'affirme Francis Balle :
- les médias autonomes (livre, journaux, disques,…) qui n'ont pas besoin d'être raccordés à un réseau même si un équipement externe spécifique est nécessaire ;
- les médias de diffusion (radio, télévision,…), caractérisé par une logique de transmission linéaire entre émetteur et un récepteur ;
- les médias de communication (téléphone, internet,…), qui représentent un ensemble de moyens de télécommunications définies par une interaction à distance entre des individus ou un individu et une machine.

### Tocqueville et le rôle de la presse
Dans son ouvrage De la Démocratie en Amérique (Tome 1, 1835), Tocqueville aborde le thème de la presse dans son étude des mouvements démocratiques modernes de la société américaine. Il définit ainsi l'importance des médias, considérant que sans liberté d'expression, il n'y a pas de démocratie. Tocqueville définit les rôles de la presse comme étant de trois ordres :
- critiquer le pouvoir ;
- éduquer les foules ;
- crée du lien social.

Les médias sont ainsi vus comme un remède aux effets pervers de la démocratie et en particulier à l'individualisme. Ils seraient donc garants des libertés, de la sécurité et d'une forme de conscience politique. Toutefois, cette vision de Tocqueville selon laquelle il existe un lien fort entre démocratie et presse n'est pas unanime.

### Psychologie des foules
Dans un contexte, où, d'une part, la psychiatrie se développe et d'autre part l'augmentation du taux de criminalité et celui des suicides, des idées révolutionnaires émergent avec le mouvement des foules initiées par Scipio Sighele. Ce dernier, cherchant à expliquer l'augmentation du taux de criminalité, développe l'idée selon laquelle il existerait un lien entre la presse et les pulsions meurtrières. Selon lui, la presse aurait une influence indirecte sur les foules, en poussant ainsi certains membres à devenir des criminels.
Il est rejoint par Gustave Lebon. Ce dernier défend l'idée qu'il existe deux catégories de personnes, des êtres « supérieurs », des menteurs capables de manipuler autrui et des êtres « inférieurs » à caractère crédule et influençable. Ainsi, selon lui, les idées naissent de l'imitation et se propagent par contagion. Ces foules constituent donc un frein au développement de la société.
Gabriel Tarde introduit quant à lui la notion de public, « c'est‑à‑dire une collectivité purement spirituelle, comme une dissémination d'individus physiquement séparés et dont la cohésion est toute mentale. »
Ainsi, selon lui, on appartient à une foule, mais à plusieurs publics. Tarde vient compléter les propos de Lebon en affirmant que la presse ne crée pas des opinions : elle permet simplement de les activer, il s'agit davantage d'un moyen de confirmer les opinions préexistantes.
L'importance du rôle des médias est repris par Serge Tchakhotine, dans son ouvrage Le viol des foules par la propagande politique (1939), dans lequel il défend la thèse selon laquelle ce sont les médias de par leur manipulation et leur propagande qui ont permis la montée du totalitarisme. Toutefois, il ne considère pas cette propagande comme nécessairement négative, tout dépend de qui s'en empare. Tchakhotine introduit donc une nouvelle notion, celle de « viol des foules » qui représente l'idée d'une manipulation des hommes par les médias en jouant sur leurs pulsions, chose devenue aisée dans cette société moderne grâce aux médias de masses qui se développent.
Toutefois, il est important de préciser que les théories de la psychologie des foules sont d'abord des postulats, qui ne sont fondés sur aucune enquête empirique. Donc, l'idée selon laquelle les médias auraient une influence sur les foules n'a pas été mesurée, ce sont des déductions, qui ne prennent pas en compte le contexte social et qui partent du principe que tout message émis est nécessairement reçu et compris.

### Théorie empirique par Lazarsfeld
Paul Lazarsfeld a une théorie de la sociologie des médias davantage axée sur des enquêtes empiriques, avec pour thèse première l'idée que les médias ne créent pas d'opinion. Il rejoint en cela Gabriel Tarde. Toutefois, contrairement à ce dernier, il considère que l'environnement, notamment social, est un facteur majeur.
Ainsi, dans son ouvrage Personal Influence en collaboration avec Elihu Katz, il développe une première enquête dont l'objectif est de mesurer les effets médiatiques sur le vote politique. Les résultats lui permettent de conclure que les moyens de communication de masse ont une faible influence sur l'individu. Il sera principalement influencé par des facteurs sociaux (groupes de pairs, familles…). On parle alors de « prédisposition politique ».
D'autre part, il poursuit avec une seconde enquête qui portera sur les leaders d'opinions et qui lui permettra de retenir un certain nombre de caractéristiques. En effet, selon lui, un leader d'opinion doit inspirer la confiance, incarner les valeurs du groupe, être informé et avoir un réseau. Ainsi, les effets des médias sont clairement limités et indirects. Il sera rejoint plus tard par Elisabeth Noelle-Neumann qui affirme, dans sa théorie de la spirale du silence : « La résistance aux médias est d'autant plus grande qu'on les croit tout-puissants […] à l'inverse on ne leur oppose aucun contrepoison quand on les imagine parfaitement inoffensifs. »
Toutefois, malgré le fait qu'il prenne en compte le contexte social, ce modèle reste linéaire, car il considère que tout message diffusé sera reçu et compris.

### École de Francfort
Paul Lazarsfeld a longtemps été en opposition avec les membres de l'École de Francfort dont les principaux penseurs, Theodor W. Adorno et Max Horkheimer, ont défini les grandes lignes d'une vision critique de la culture de masse, incluant dans cette « culture de masse et de pacotille » selon leurs termes, les médias qui ont un rôle limité mais idéologique. En effet, ils marquent une opposition entre, d'une part, une culture de masse, standardisée, marchande, basée sur la production et non la création et qui a pour objectif la recherche du profit. Et, d'autre part, une culture dite « des Lumières » dont l'objectif est d'éduquer, comprendre le monde et avoir un regard critique sur la société. Ainsi, les médias qui appartiennent à la culture de masse, fabriquent selon les Francfortois, des contenus pour divertir et non pour informer ou cultiver. Les médias sont donc considérés par ces derniers comme aliénant les hommes, ce sont des « forces nouvelles qui les manipulent ».
Toutefois, malgré cet aspect aliénant accordé aux médias, ils restent néanmoins un contre-pouvoir public, c'est-à-dire un moyen de se libérer des contraintes et des pressions sociales.
Ainsi, comme le développe Edgar Morin, la culture de masse et la culture cultivée sont différentes, mais ne sont pas contraires, car elles permettent toutes deux de créer du lien social. De même, les médias ne constituent pas un vecteur mais une industrie comme l'ont défini les Francfortois, c'est-à-dire qu'ils appartiennent à l'industrie culturelle dont le contenu est soumis à une logique capitaliste.

## Sujets d'études

### Écologie médiatique
L'écologie médiatique (en) est « l'étude systématique des environnements informationnels — c'est-à-dire des univers sociaux et symboliques où circulent et s’échangent des signes, des images, des messages — qui met en relief le rôle privilégié qu’y jouent les médias dans le façonnement des formes culturelles ».

### Résistance aux médias
Selon Trine Syvertsen (no), l'émergence d'un nouveau média associé à une nouvelle technologie ou un nouveau support (écriture dont l'invention marque le début de l'Antiquité, imprimerie en Occident qui marque la fin du Moyen Âge au XVe siècle, romans populaires au XVIIIe siècle, radio et bande dessinée au XIXe siècle, cinéma, télévision, jeu vidéo et médias numériques au XXe siècle) s'est à chaque fois accompagnée d'une résistance médiatique de la part de personnes considérées comme faisant partie d'un camp conservateur, moraliste, pessimiste ou technophobe. Ces dernières articulent leur discours sur la qualité médiocre et immorale du contenu de ces médias (source d'appauvrissement intellectuel, d'oisiveté...), sur leur impact sur la socialisation, sur la santé physique et mentale des personnes qui en font un usage intensif, et sur la possible menace à la démocratie par la manipulation des médias (en),.

### Critique des médias

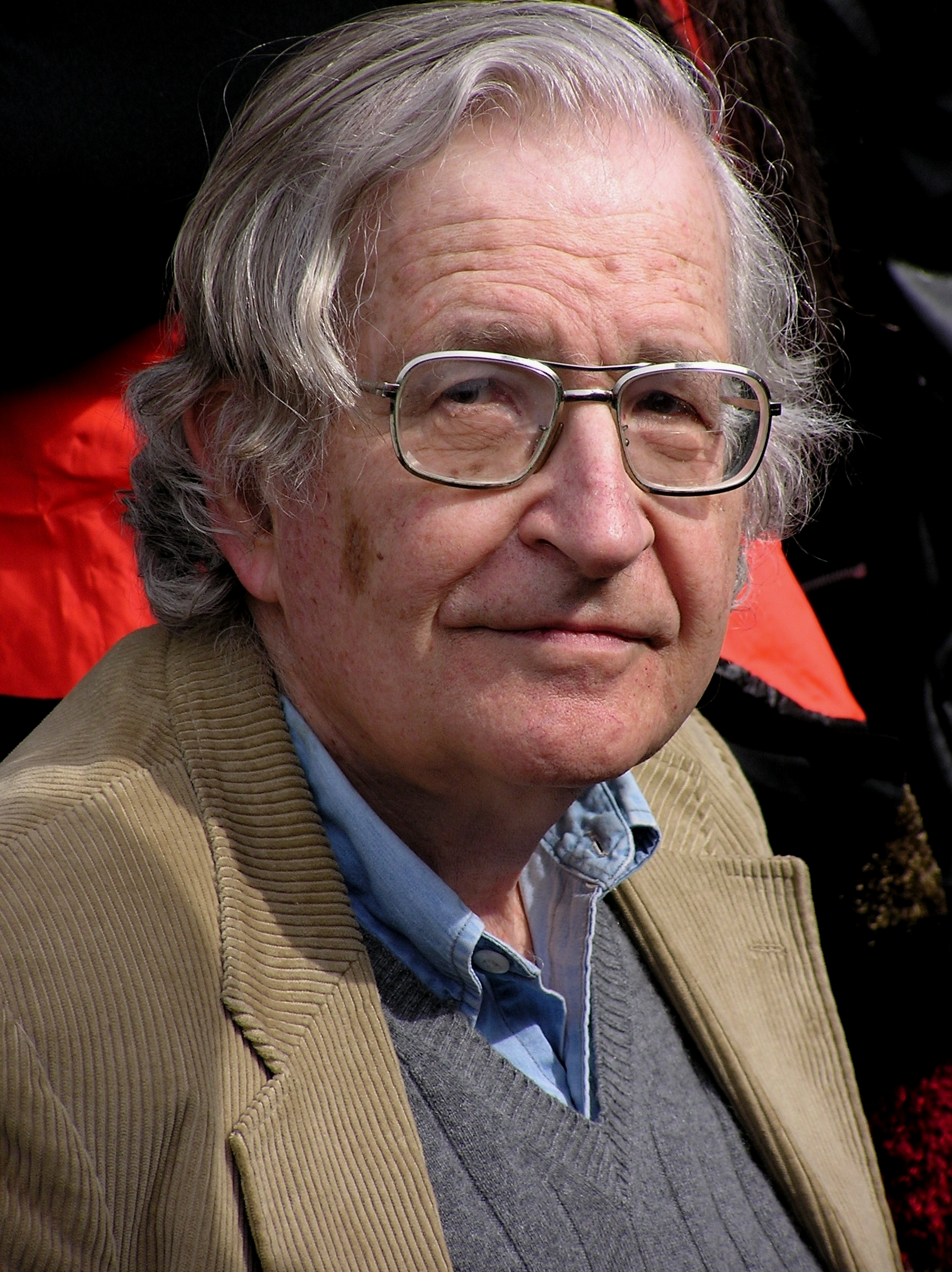
Le linguiste américain Noam Chomsky est une grande figure de la critique des médias.

La critique des médias est un concept aux formes multiples dont la définition ne fait pas consensus. Elle regroupe toute analyse ou commentaire portant sur le fonctionnement des médias de masse : la manière dont ils traitent l'information, l'attitude des patrons de presse et journalistes (émetteurs) et du public (récepteurs).
Se focalisant sur le fonctionnement des grands organes de presse et considérant ceux-ci comme un des piliers du système capitaliste, elle se structure essentiellement autour d'une grille de lecture élaborée en 1988 par les Américains Edward Herman et Noam Chomsky dans leur livre La Fabrication du consentement.

### Médiologie

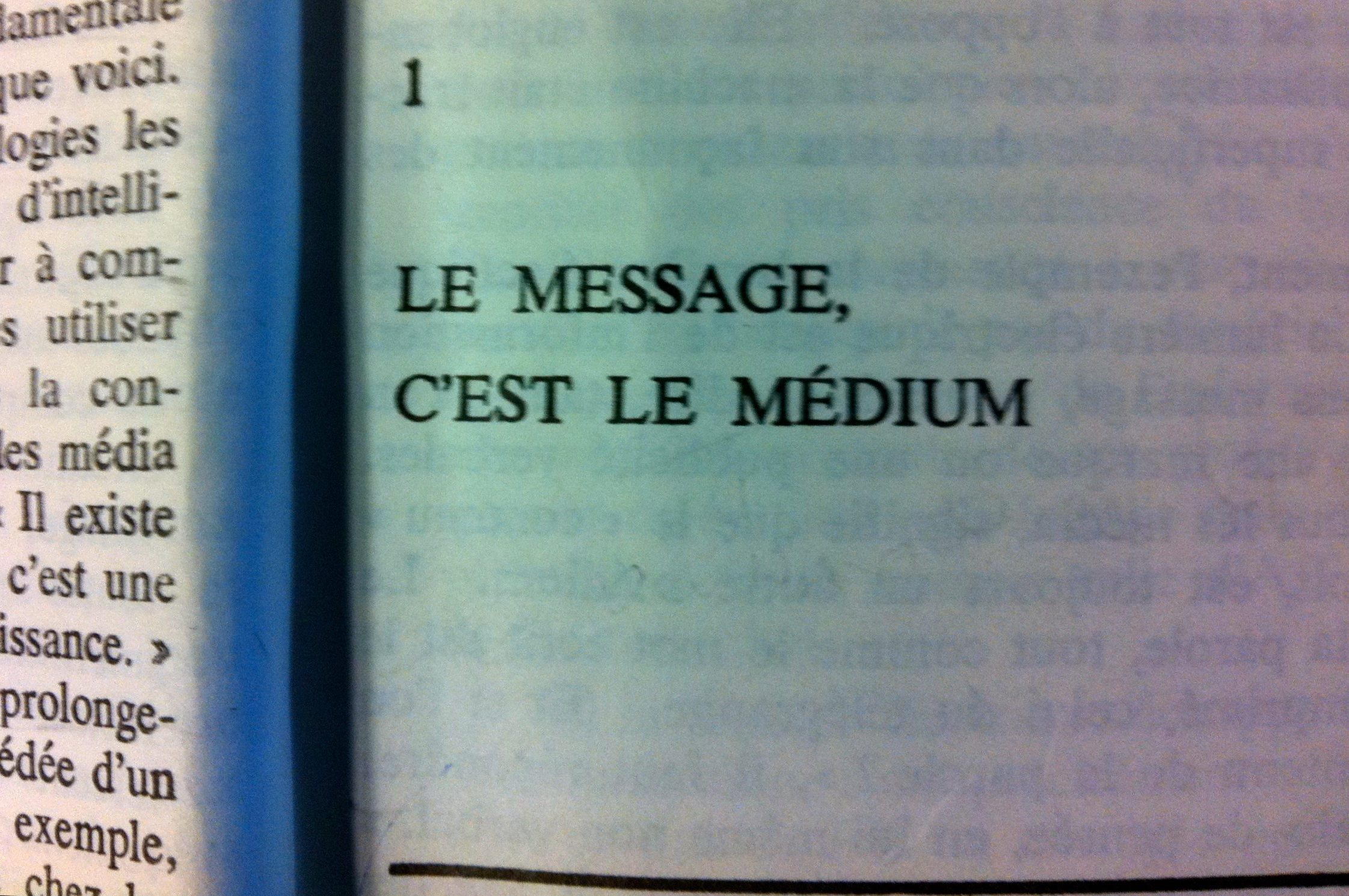
"Le message c'est le médium", citation de Marshall McLuhan.

Néologisme apparu en France en 1979 dans un livre de Régis Debray, le terme « médiologie » désigne une théorie des médiations techniques et institutionnelles de la culture. On en trouve les soubassements dans les écrits du canadien Marshall McLuhan, qui affirme en 1964 « le message, c'est le médium » : « en réalité et en pratique, le vrai message, c'est le médium lui-même, c'est-à-dire, tout simplement, que les effets d'un médium sur l'individu ou sur la société dépendent du changement d'échelle que produit chaque nouvelle technologie, chaque prolongement de nous-mêmes, dans notre vie ».

### Démocratisation des médias
Avec l'avènement d'internet, l'émission d'information n'est plus l'apanage des grands groupes industriels : n'importe quel individu équipé d'un ordinateur ou d'un simple téléphone portable relié à internet peut créer son propre médium. Qui plus est, les blogs et les  réseaux sociaux sont désormais davantage consultés que la presse traditionnelle (mainstream). La frontière entre émetteurs de médias et récepteurs tend donc à devenir plus poreuse, ce qui oblige par conséquent à repenser la question de la propagande autrement qu'en termes bipolaires (dominants/dominés). Les théoriciens de l'ère post-vérité proposent une nouvelle grille de lecture de l'activité médiatique.